# Claudette Herbster-Josland
Claudette Herbster-Josland (Digione, 28 marzo 1946) è un'ex schermitrice francese, vincitrice di una medaglia d'argento nella scherma ai giochi olimpici.